# シャーロック・ホームズ博物館
シャーロック・ホームズ博物館 (英語: The Sherlock Holmes Museum) はイギリスのロンドンにある私営の博物館で、文学作品に登場する有名な架空のキャラクター、探偵シャーロック・ホームズにかかわるものを専門に展示している。1990年にオープンしたものでベーカー街にあり、ウェストミンスター市の許可を得て221Bの番地を掲げているが、実際は237番と241番の間、リージェンツ・パークに近いロンドン中心部のベーカー街の北端の近くに位置している。
博物館が「ベーカー街221B」として占有しているジョージアン様式のタウンハウスは1815年に建てられた。1860年から1936年まで下宿屋として使用されていたことがあった。1881年から1904年までの期間にわたり、シャーロック・ホームズとワトソン博士が貸借人のハドスン夫人の下宿屋に住んでいた際の様子をテーマにしている。この家は、特別な建築的・歴史的特徴を有しているとして政府によって第2級指定建築物として登録されている。この博物館では、シャーロック・ホームズのさまざまな翻案にまつわる物品や、1984年のグラナダTVのテレビシリーズ『シャーロック・ホームズの冒険』のシーンを再現したものなどが展示されている。

## 番地にかかわる論争

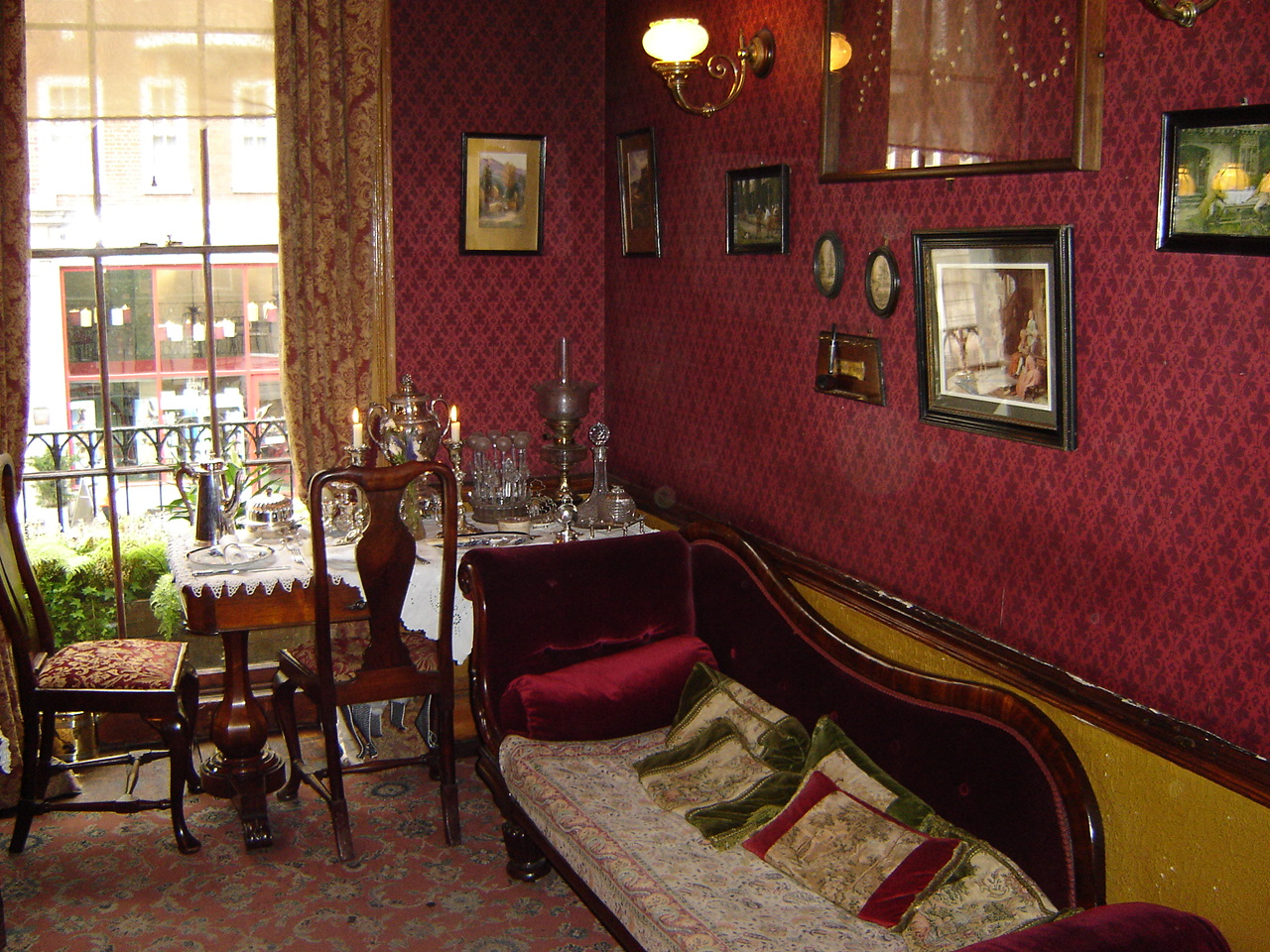
博物館1階の居間

221B番地は、博物館と近くのアビー・ナショナル銀行の建物との間で長引く論争の的となっていた。1930年代から、ロイヤルメールはシャーロック・ホームズあての郵便をアビー・ナショナル銀行に配達していた。アビー・ナショナルでは手紙を処理するために特別な秘書を1人雇っていた。博物館は、この種の郵便物を博物館に届けるように何度も訴えた。利息をつけてお金を貸すことを主な業務としている銀行ではなく、博物館こそこの種の郵便物に対応する最適任の組織だという理由からである。これらの試みはすべて失敗に終わったが、2002年、アビー・ナショナル銀行が70年ぶりに本社を移転したことでようやく問題が解決し、現在ではこうした郵便物は博物館に届けられるようになった。

## 家族の反対

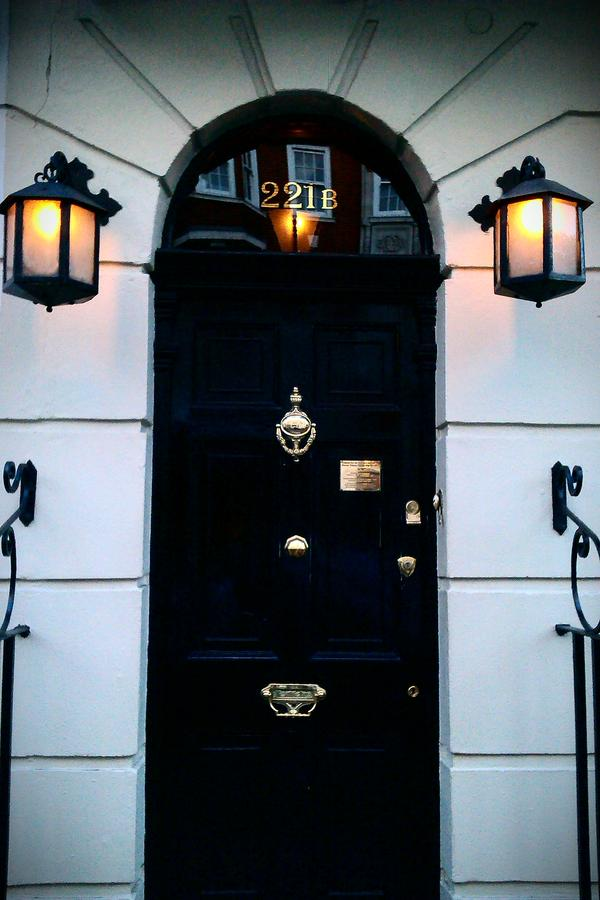
221B正面

アーサー・コナン・ドイルの娘であるジーン・コナン・ドイルは博物館について聞かれたときに、そうした事業については自分には熱意が無いとはっきり答えていた。父親の創作物に出てくるキャラクターが現実の人物であるかのように見せることに強く反対していて、博物館の存在によってホームズが実在の人物だったという考えが多くの人の頭の中で強まることを理解していたのである。ホームズが住んでいたとされる期間を記した記念のブループラークが建物の外側にあることで、実在の人物という考えはさらに強化されていた。しかしながら、ジーン・コナン・ドイルは1991年にスイスのシャーロック・ホームズ博物館のオープニングセレモニーには参加して、賛成の態度を示した。またジーンはロンドン博物館に父親のための専用の部屋を作るという申し出を受けたが、断った。そして、それ以来アーサー・コナン・ドイル氏の遺品のうち最後に残っていたものはオークションで売却されたのである。
内部写真

<div class="gallerytext"></div>
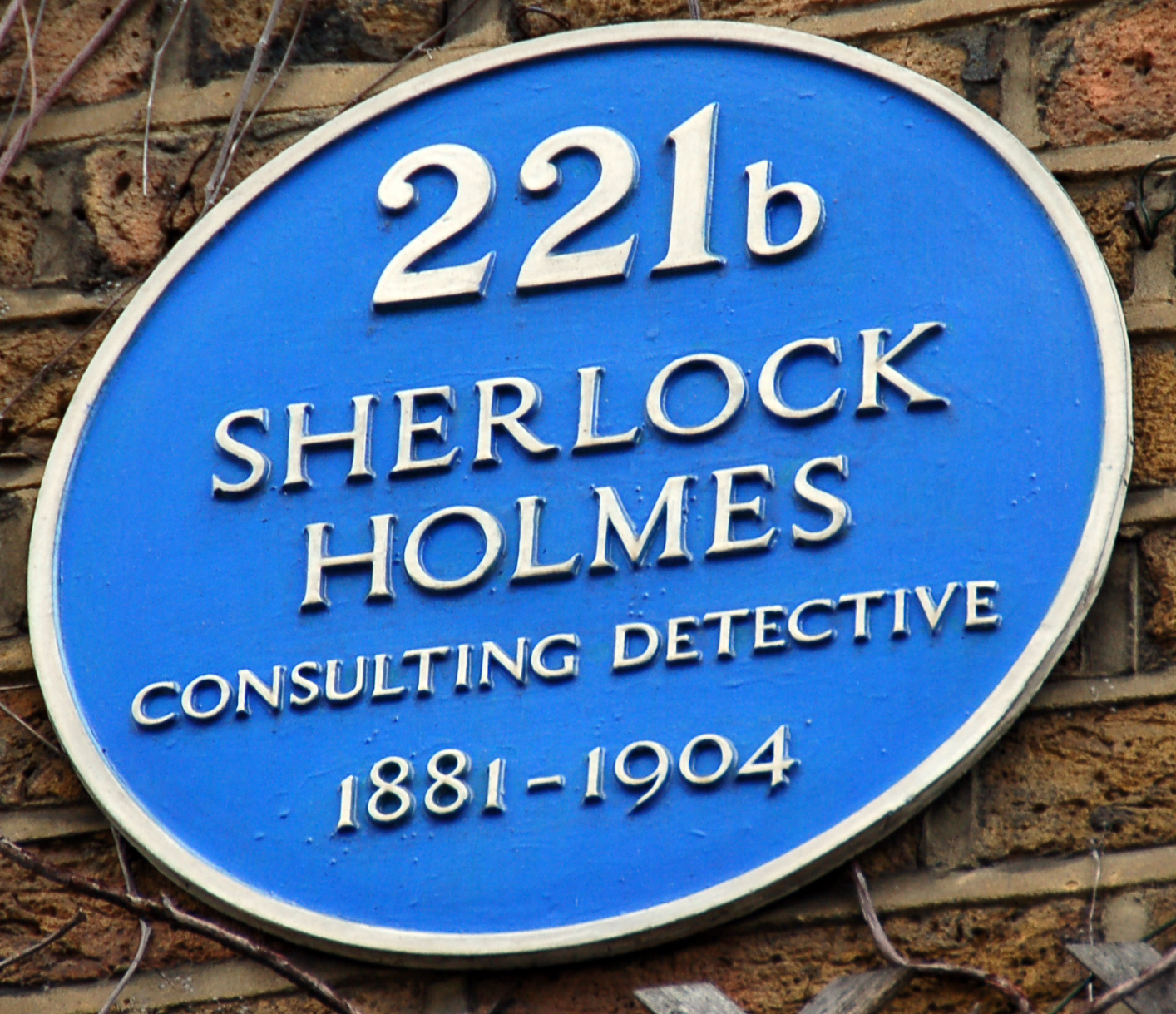
221bのブループラーク
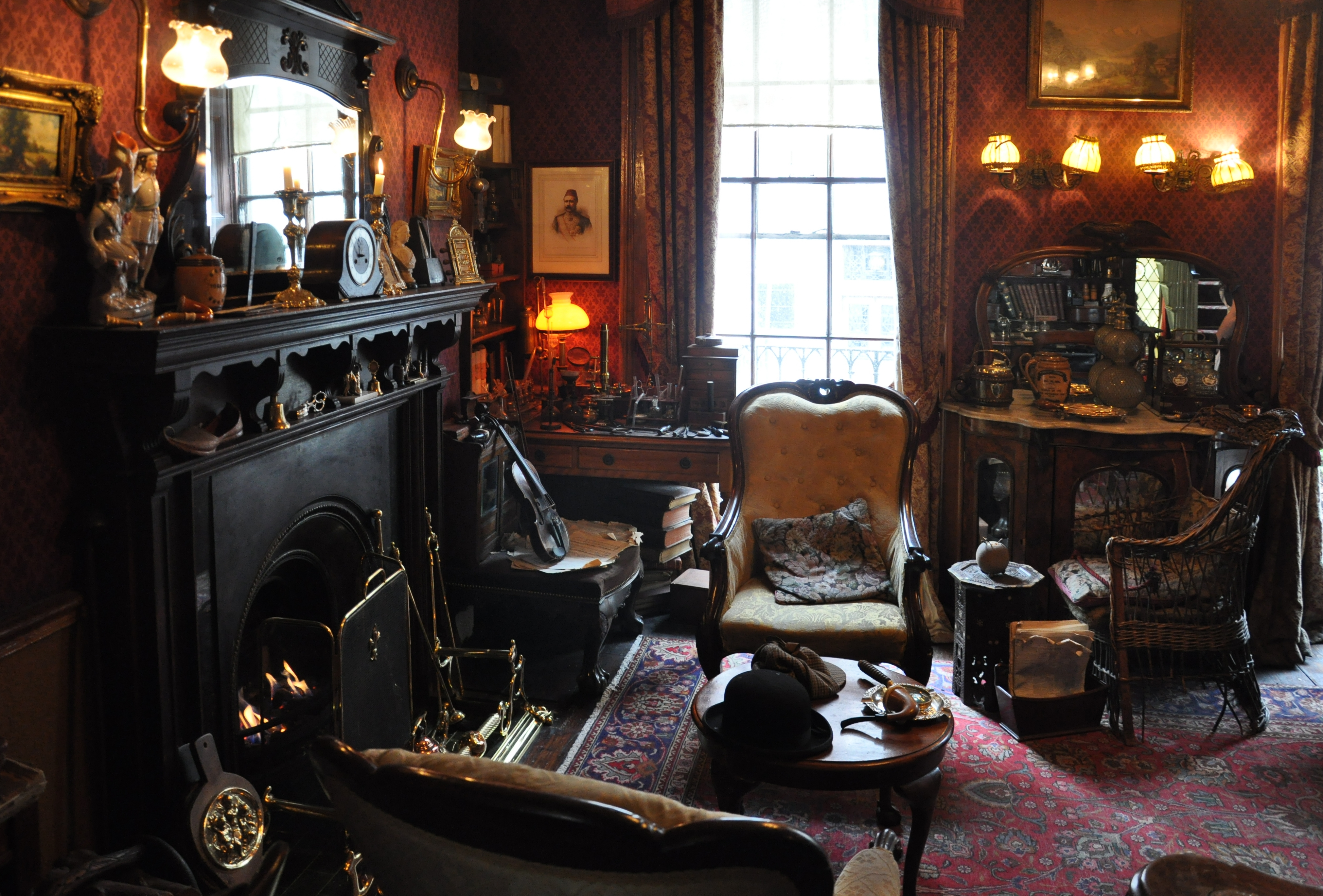
居間
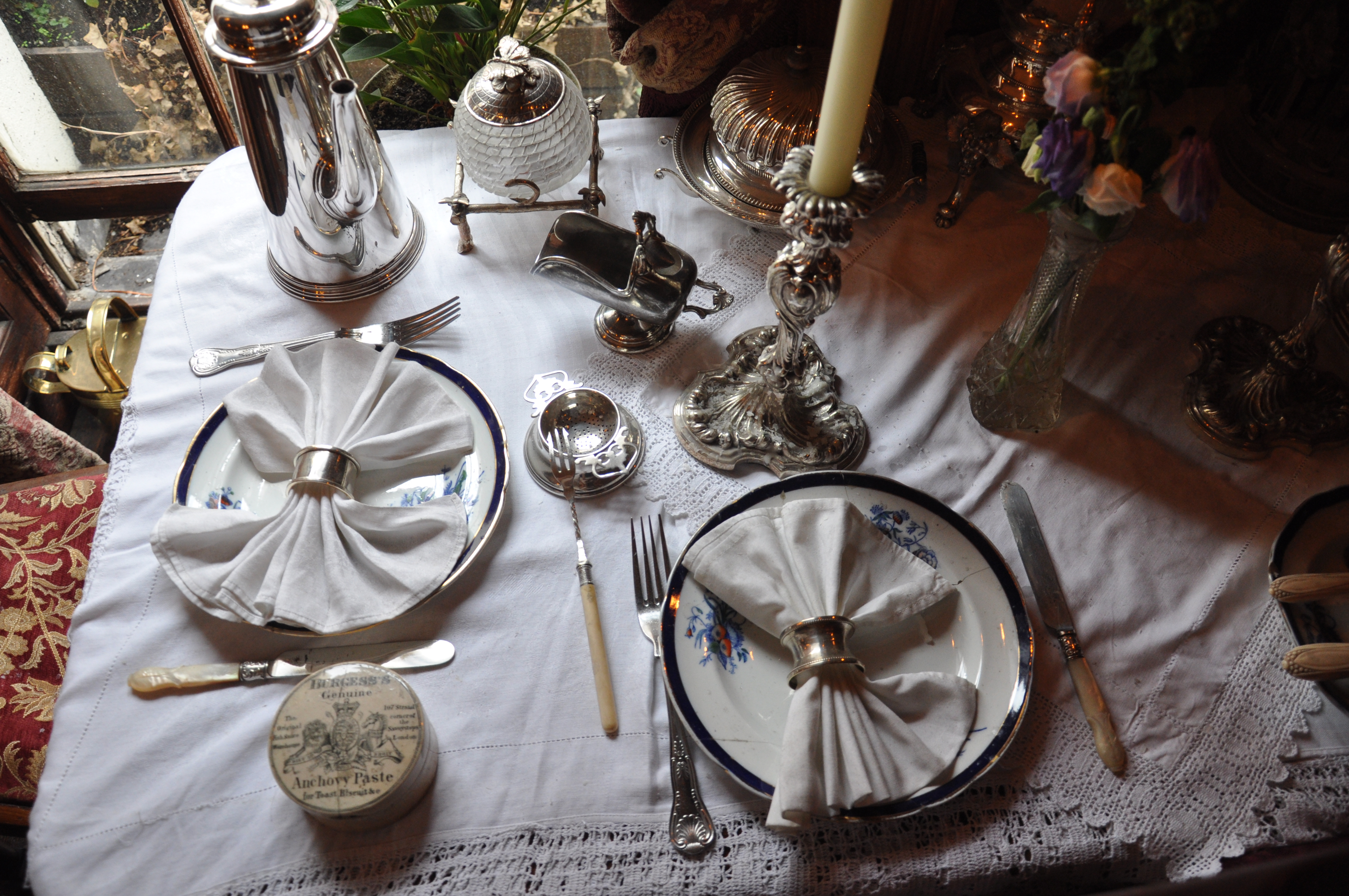
「シャーロック・ホームズの部屋」のテーブルセット
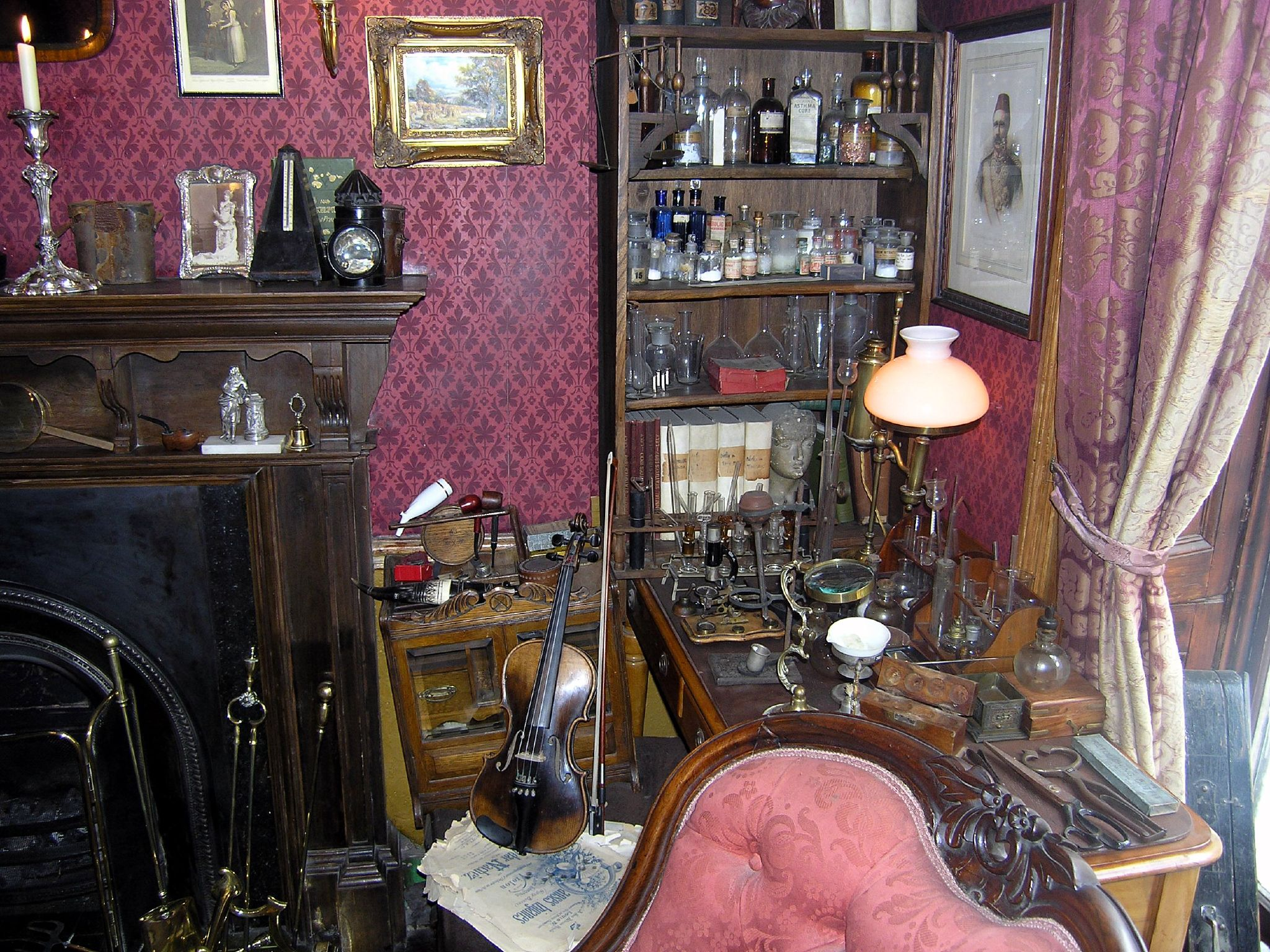
シャーロック・ホームズの実験室
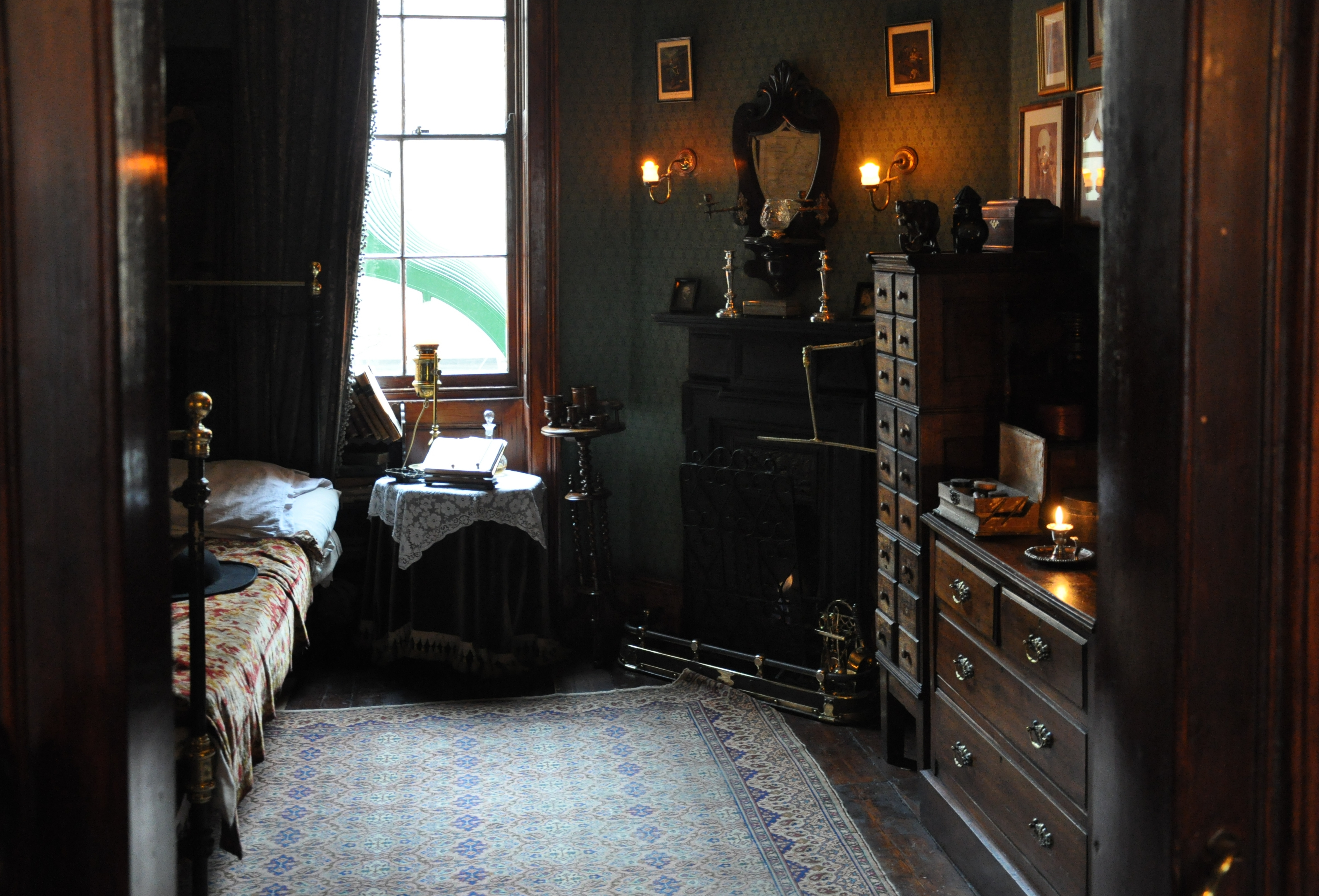
ホームズの寝室
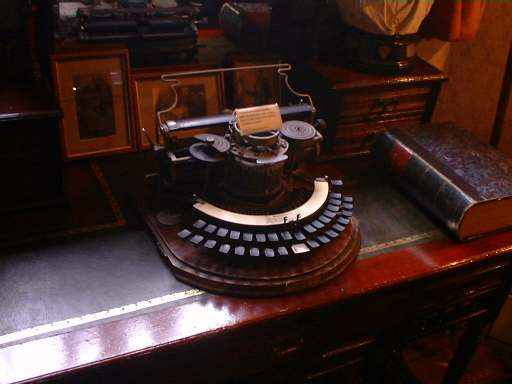
19世紀末のタイプライター
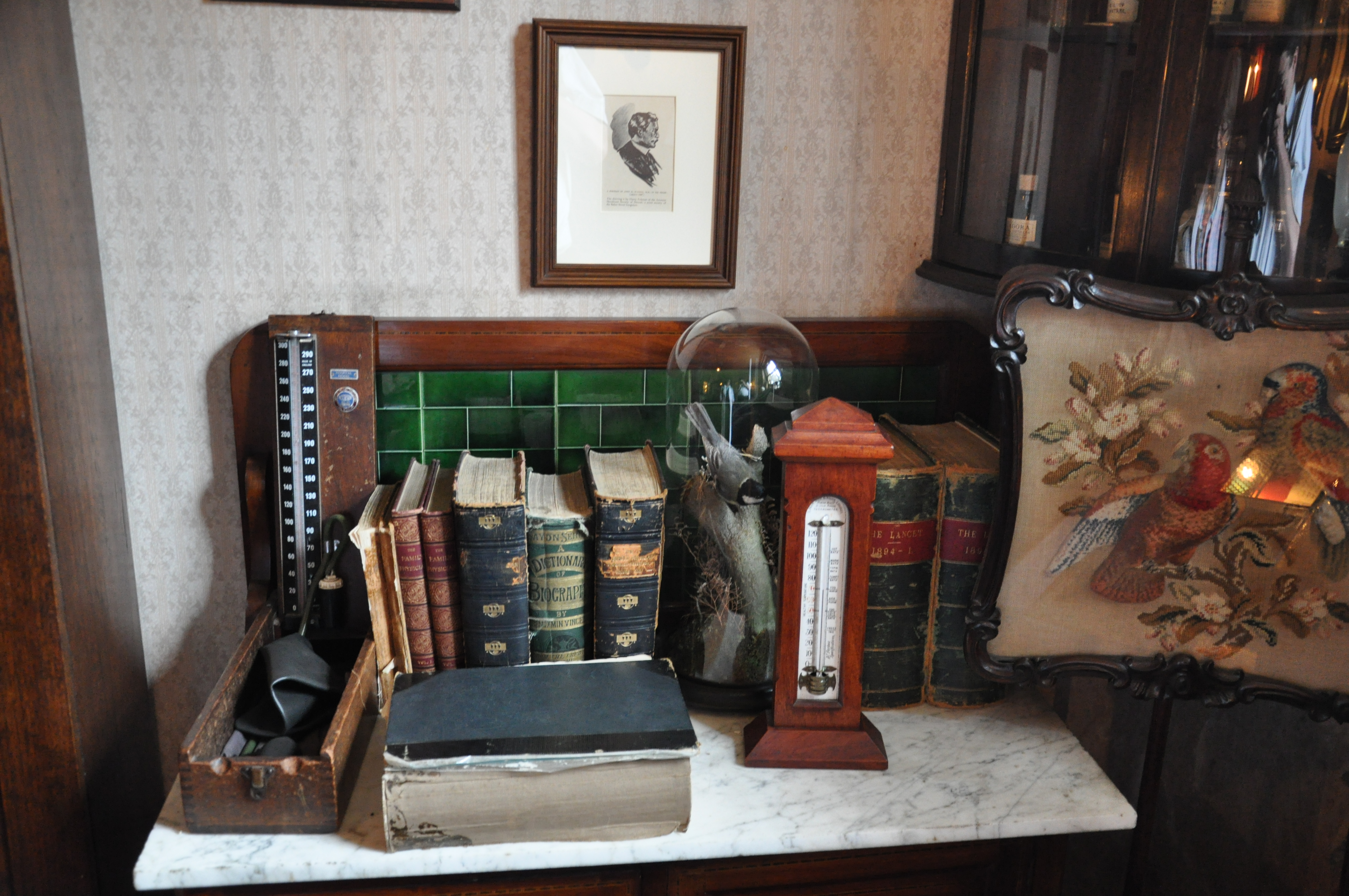
「ワトソン博士の部屋」にある本
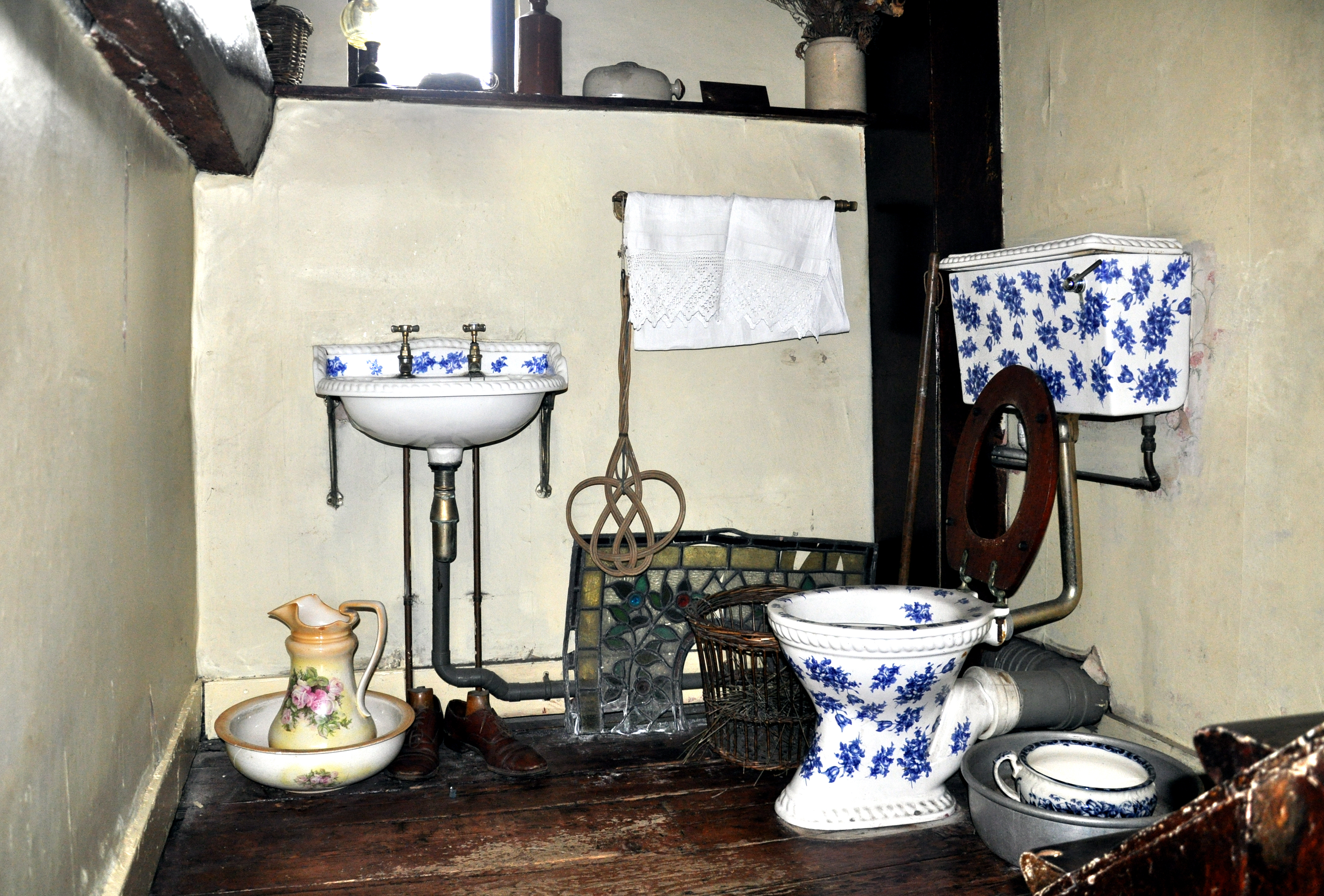
お手洗い
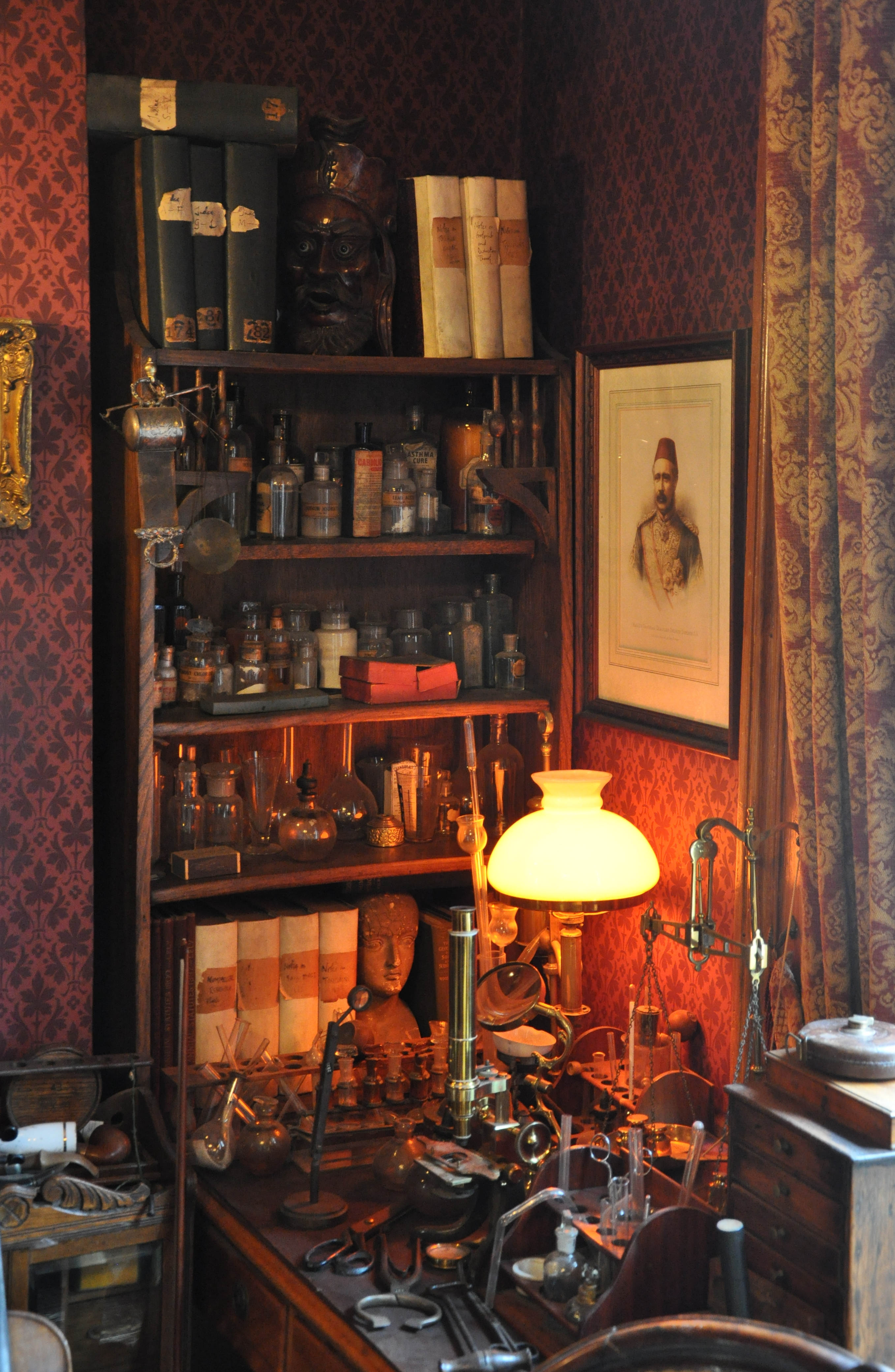
書斎
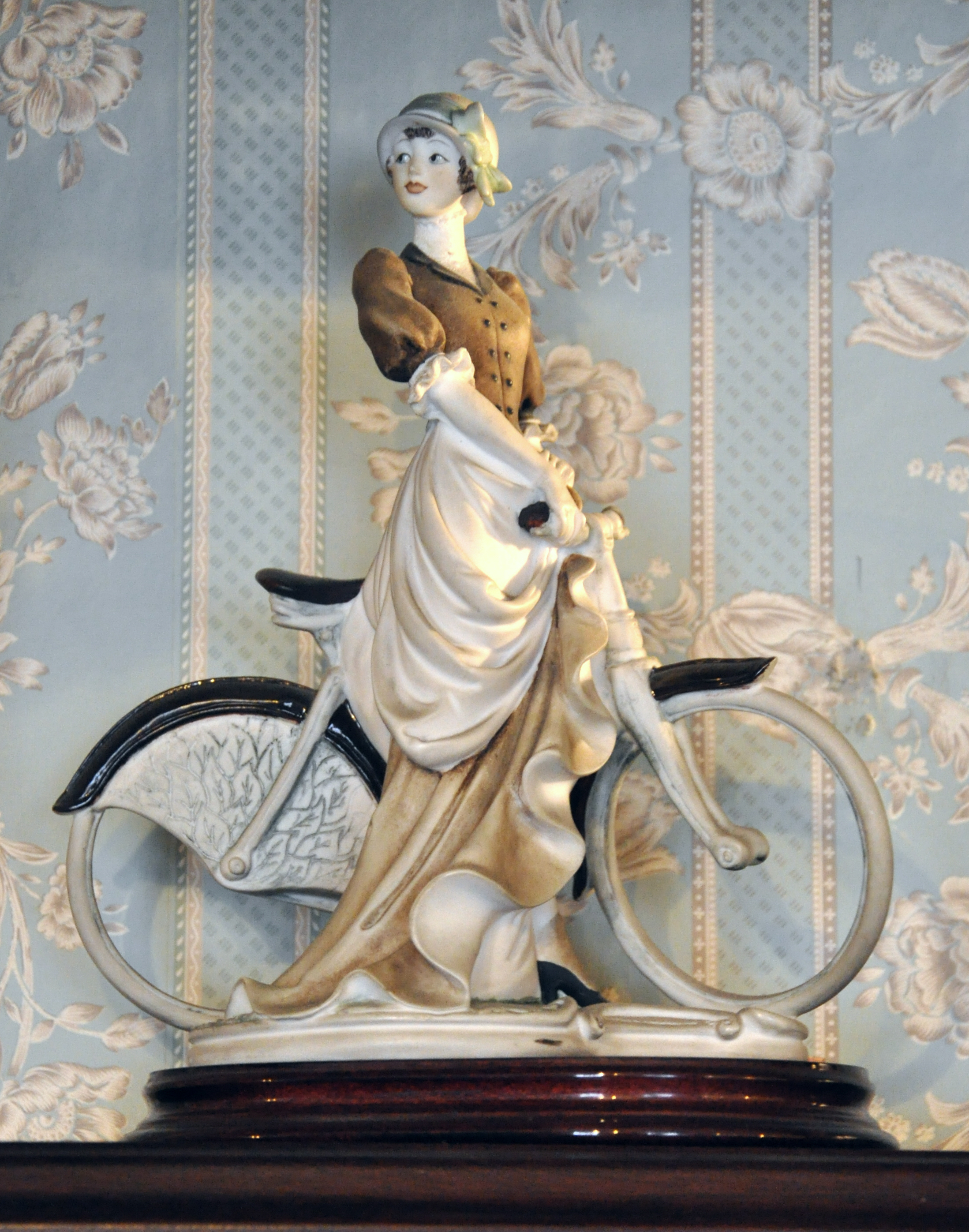
自転車乗りの像。短編小説「孤独な自転車乗り」の関連品として展示されている。
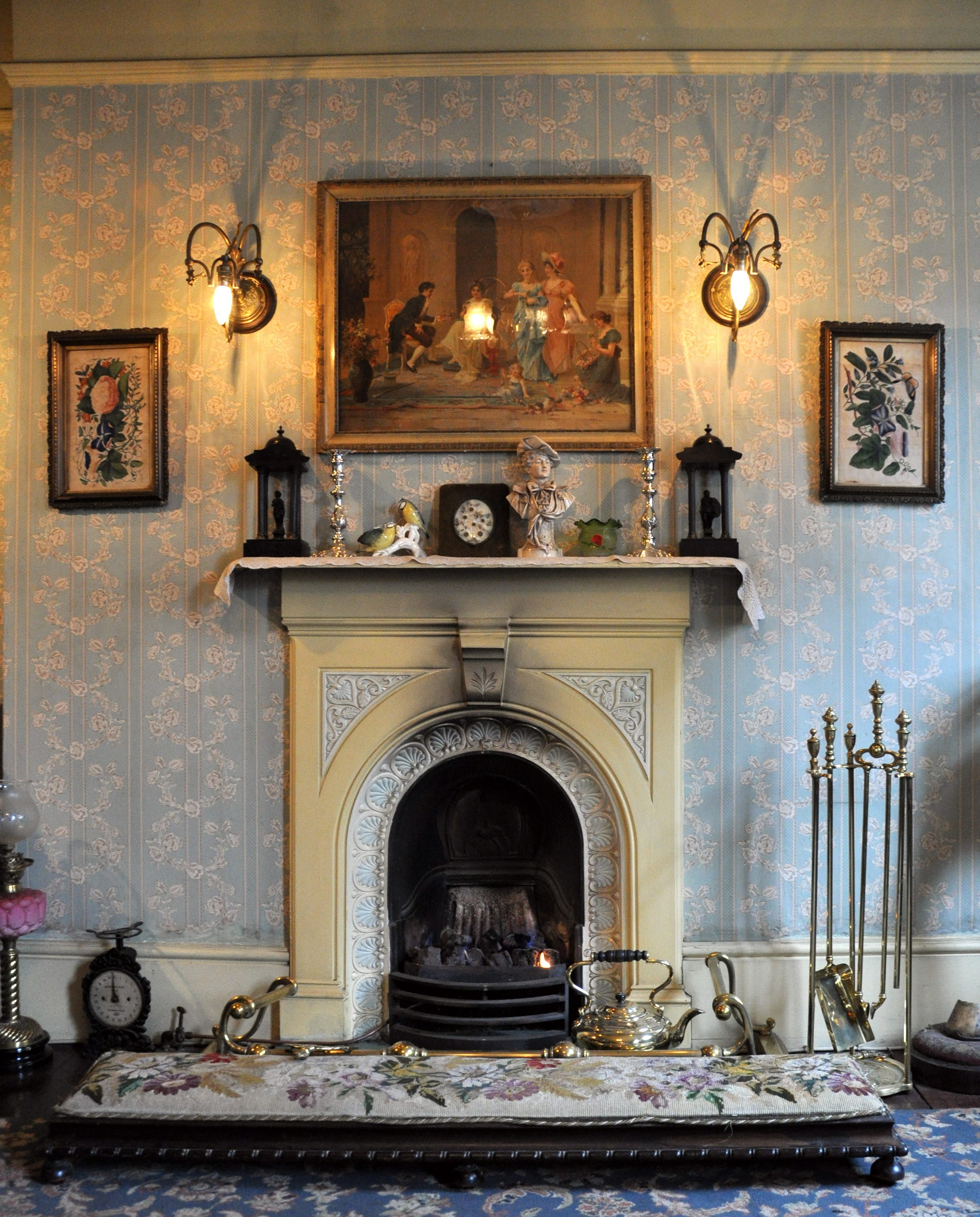
「ハドスン夫人の部屋」の暖炉
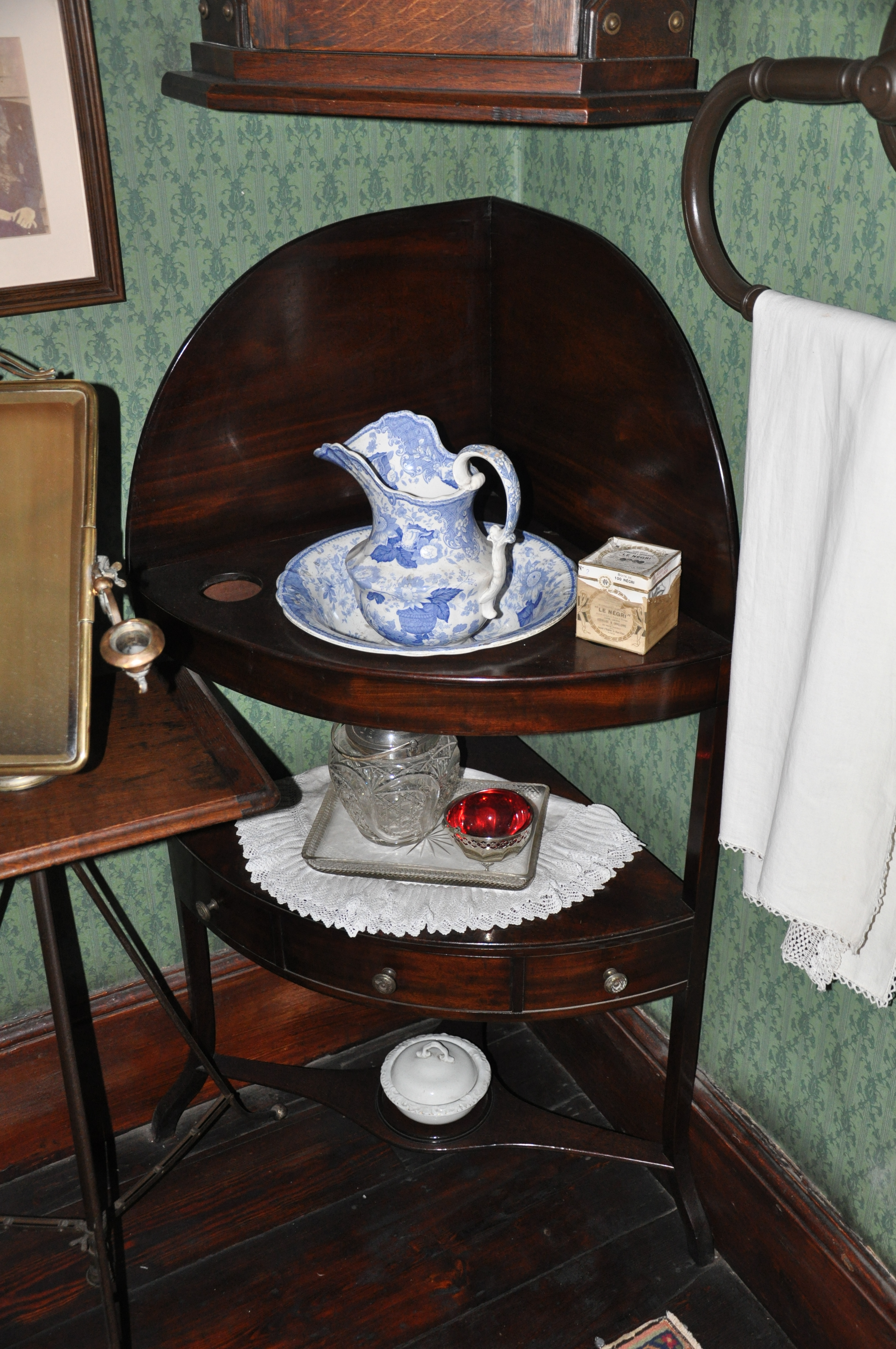
ワトソン博士の洗面台